# Richard Hughes
Richard Hughes född 19 april 1900 i Weybridge, Surrey, död 28 april 1976 i Farlech, Gwynedd, var en brittisk författare och dramatiker. Belönades 1946 med OBE, Order of the British Empire.
Hughes studerade vid Oriel College i Oxford varefter han reste runt i Europa och USA.